# Музей Востока
Госуда́рственный музе́й искусства народов Восто́ка (Музей восточных культур, Музей Востока) — музей, посвящённый искусству народов Дальнего и Ближнего Востока, Средней Азии, Кавказа, Закавказья, Бурятии и Чукотки. 
Музея искусств Востока основан в 1918 году в рамках национальной политики Советской России, направленной на развитие культур автономных республик. С середины восьмидесятых основная экспозиция музея располагается в доме Луниных на Никитском бульваре. С 1991 года музей является объектом культурного наследия России. Современное название музей получил в том же году. В 2017 году открылся филиал музея — Музей Рерихов, в котором представлена коллекция картин Николая и Святослава Рерихов. По состоянию на 2018-й, в состав коллекции Музея Востока входят более 160 тысяч экспонатов.

## История

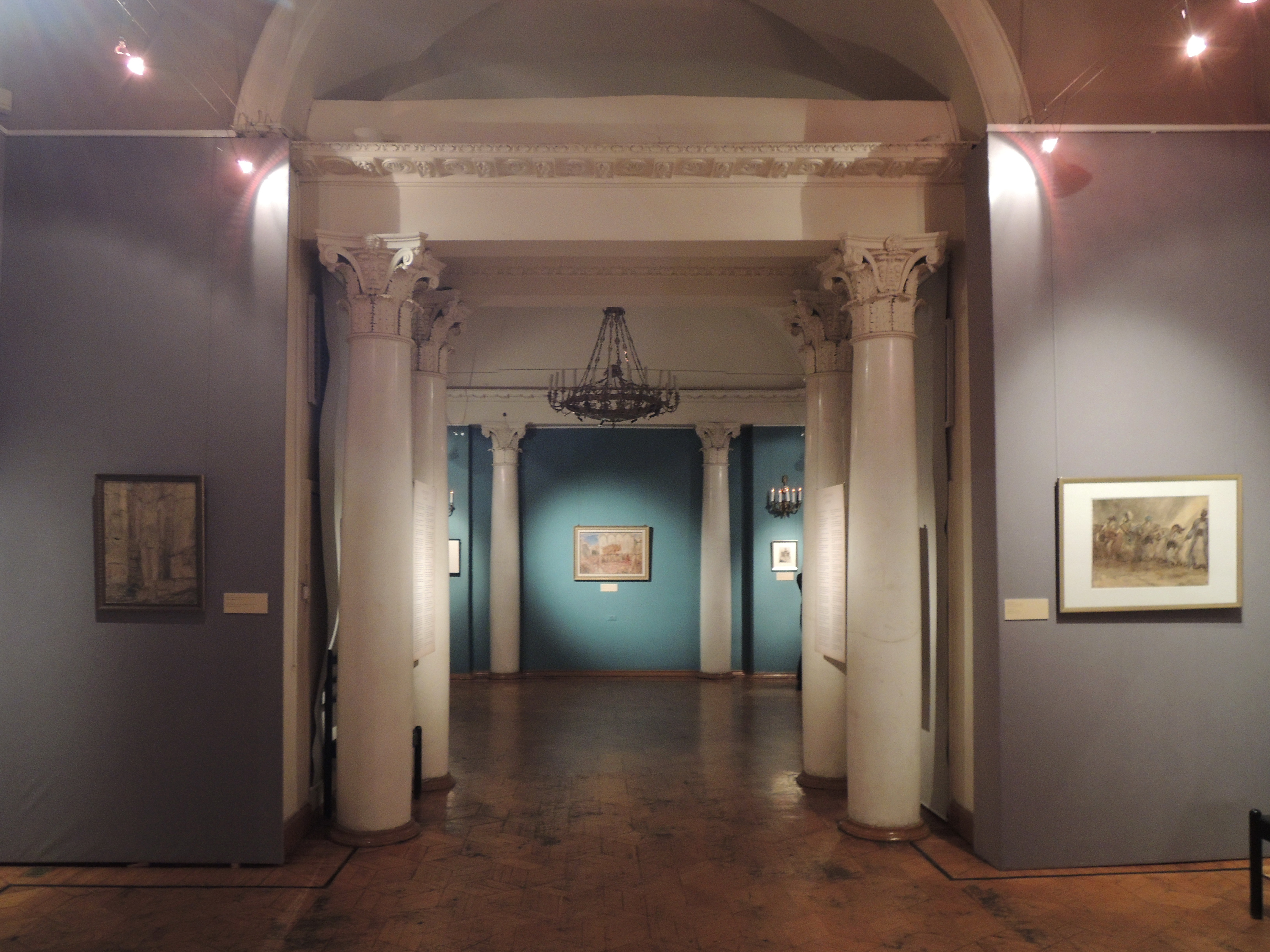
Вид на один из выставочных залов, 2010-е годы

### Основание
До революции 1917 года в Москве не было ни одного востоковедческого центра. После создания национальных республик в составе Советского Союза возникла необходимость и в организации специализированного музея народов Востока. Для решения этой задачи в 1918 году при отделе Центральных музеев Наркомпроса была создана специальная комиссия во главе с учёным Павлом Муратовым, выступившим с предложением о создании учреждения. Его поддержал видный музейный деятель и искусствовед Игорь Грабарь, и уже спустя несколько месяцев вышло постановление об организации музея «Ars Asiatica». В период с 1918 года по 1929 год музей сменил несколько мест. Изначально учреждение располагалось в комнатах Государственного исторического музея, впоследствии переехал сначала в Центральный музей народоведения, потом — в Цветковскую галерею на Кропоткинской набережной.
Первым директором стал Фёдор Гогель. В связи с проводимой политикой коренизации экспозиция музея стала формироваться вокруг искусства народов советского Востока, демонстрируя развития национальных культур. В 1925 году музей переименовали в Государственный музей восточных культур. До 1929-го, когда музею выделили во владение бывшую церковь Илии Пророка, музей находился на грани закрытия из-за отсутствия прогресса в научной деятельности. С получением собственных помещений сотрудники смогли полноценно работать с объектами. В 1930-м были проведены первые выставки и музей получил официальную поддержку государства.

### Формирование коллекции

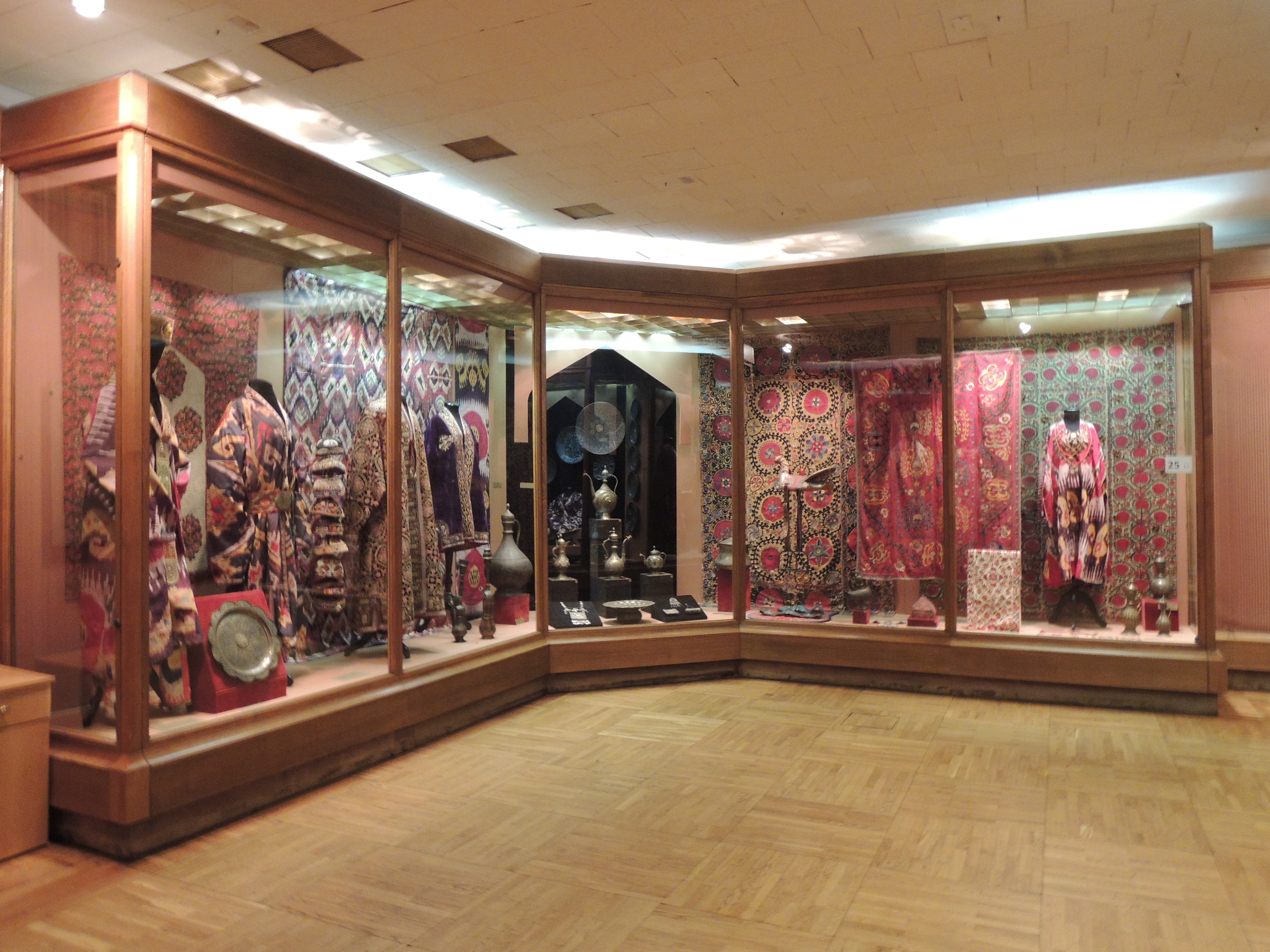
Экспозиция музея, 2010-е годы

Коллекция музея формировалась из восточных собраний Национального музейного фонда, антикварных магазинов, а также национализированных дворянских поместий. В 1920-е годы Государственный исторический музей, Государственный музей изобразительных искусств имени Александра Пушкина и Политехнический музей передали часть своих коллекций.
Большую часть экспозиции составили дары меценатов. Например, собиратель Пётр Щукин коллекционировал предметы старины, гравюры и статуэтки из Персии, Индии и Китая. В 1910 году он открыл Щукинский музей на Малой Грузинской улице, однако после революции его коллекция была передана Музею Востока. В экспозицию также вошли частные собрания промышленника Павла Харитоненко, парфюмера Анри Брокара, востоковеда Алексея Позднеева и деятелей культуры Николая Мосолова и Игоря Грабаря.
Первая постоянная экспозиция открылась в 1919 году в двух залах Исторического музея. Выставленная коллекция предметов состояла из материалов по искусству Китая, Японии и Ирана. Начиная с 1924 года по инициативе музея был проведён ряд экспедиций на Дальний Восток, во время которых собирались материалы для последующих выставок. В 1930-е годы в музее по распоряжению советских властей выставлялись лозунги, агитационные материалы, схемы и диаграммы. Сделано это было для демонстрации поддержки советской власти национальными республиками.
В 1926—1928 годах второй директор Борис Денике организовал три археологические экспедиции в Старый Термез. Они дали музею уникальные материалы из раскопок дворца XII века и других памятников. В 1929-м учёными Владимиром Гурко-Кряжиным и Василием Кацауровым была организована первая закупочная экспедиция в Нагорный Курдистан и Тушетию.

### Деятельность в советские годы

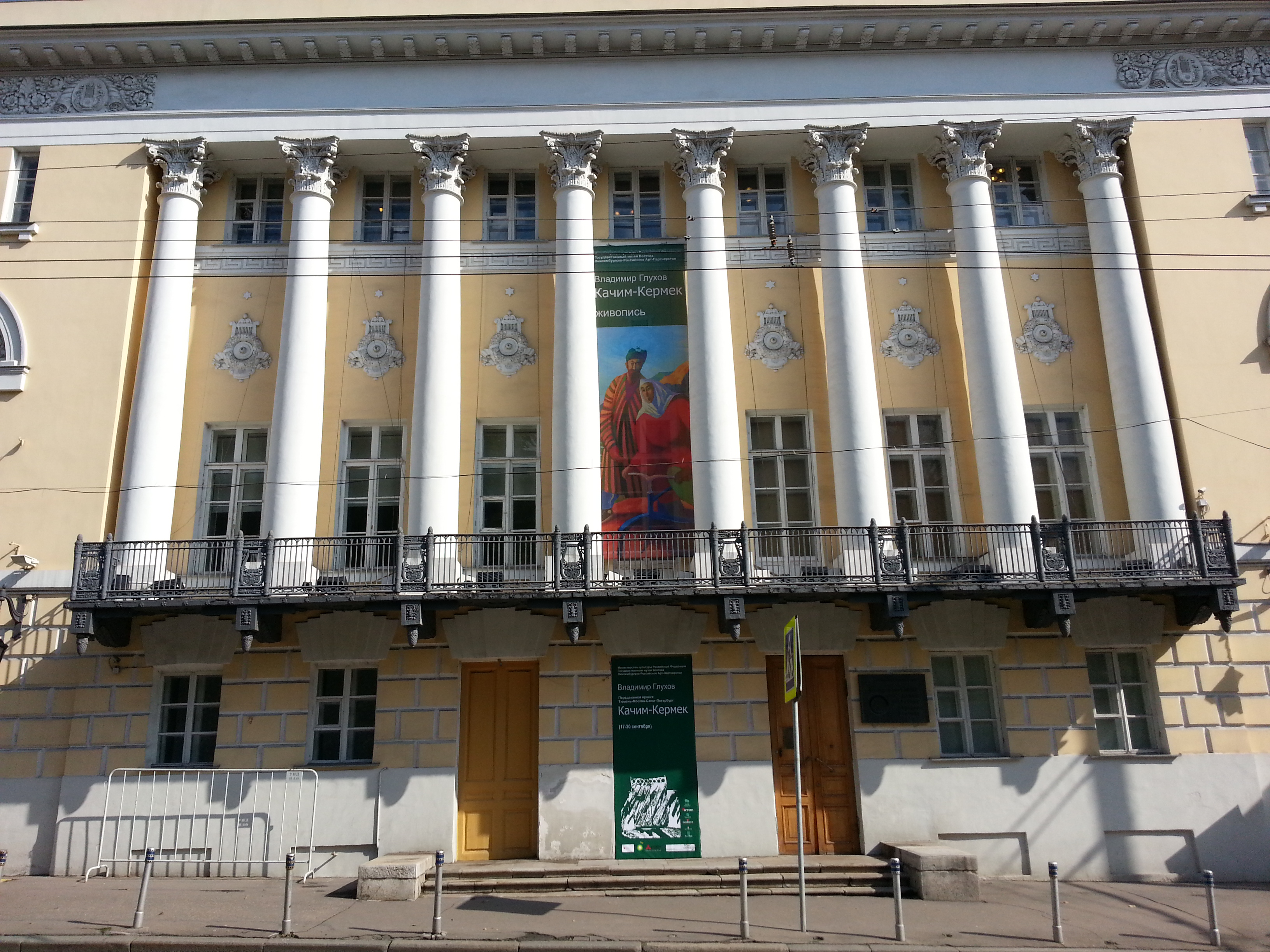
Фасад дома Луниных, 2013 год

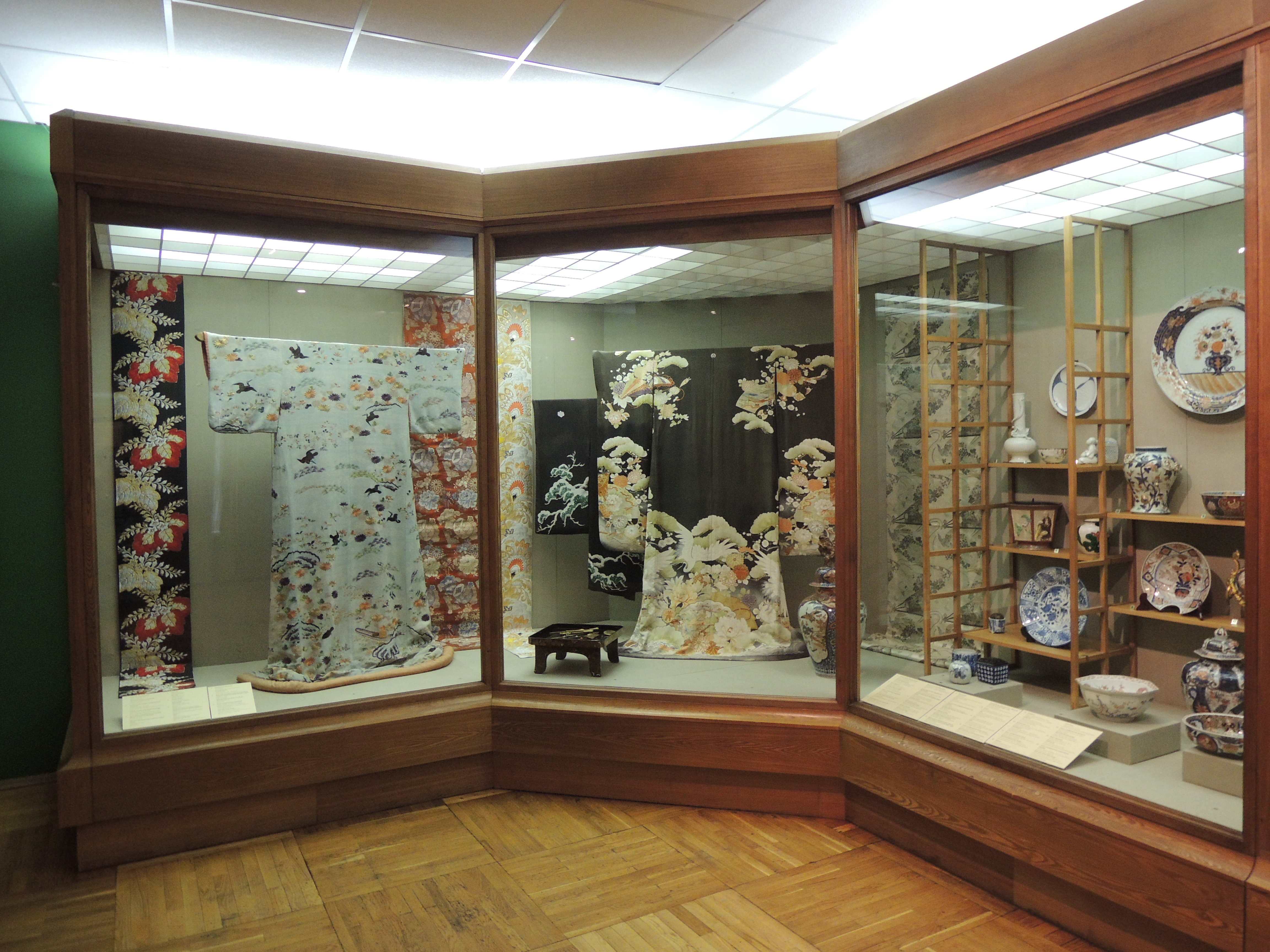
Фрагмент экспозиции искусства Японии, 2010-е годы

В 1929 году под нужды музея был отдан храм Пророка Илии на Воронцовом Поле. Фундамент церкви составляют остатки каменной церкви Благовещения, возведённой на этом месте в 1514 году по указу Василия III, проектированием которой занимался архитектор Алевиз Фрязин. В начале XVII века к церкви пристроили придел, созданный в 1654 году в качестве каменного двухшатрового храма пророка Ильи. В начале XVIII века он был соединён с пятиглавой церковью Ильи Пророка, построенной по соседству на деньги князей Ильи и Михаила Гагариных. По указу Моссовета в 1930—1931 годах были уничтожены шатры и главы обоих храмов, а также разобраны колокольня и ворота. В 1965 году возвели флигель, окончательно видоизменивший первоначальный облик здания.
С 1930 по 1940 год музей развивался как научный центр, в котором проводились исследования по изучению культур советского Востока. Во время Второй мировой войны экспозицию эвакуировали в Новосибирск и Соликамск, а штат сотрудников был сильно сокращён. В 1945-м музей возобновил свою московскую деятельность, а в коллекцию вошли новые предметы искусства, такие как произведения народного творчества крымских татар и караимов. Собрание также увеличивалось за счёт сотрудничества с новообразованными социалистическими государствами: Китаем, Северной Кореей, Вьетнамом, а также Индией, странами Ближнего Востока и Африки, где происходил процесс деколонизации.
Во время войны некоторые музеи Киева, Одессы, Львова и Минска понесли тяжёлые потери, а другие, по мнению Комитета по делам искусств (позже — Министерство культуры), нуждались в памятниках восточного искусства. Для пополнения их экспозиций коллекция Музея Востока была распределена. Кроме того, наблюдалась острейшая нехватка помещений для обработки, хранения и демонстрации возрастающего числа предметов. В 1962-м году музей был переименован в Государственный музей искусства народов Востока. В 1960—1970 годы музей получил статус научно-исследовательского учреждения первой категории. В 1991 году здание музея вошло в список объектов культурного наследия России.
В 1970 году Исполком Моссовета вынес решение о перемещении экспозиции Музея Востока в дом на Никитском бульваре, 12. Здание представляет собой городскую усадьбу XVIII века, ранее принадлежавшую дворянской семье Луниных. В 1818—1822 годах дом был перестроен по проекту Доменико Жилярди в стиле московский ампир. Асимметричная композиция и трёхэтажный корпус, а также фланкирующий двухэтажный жилой флигель делали постройку одной из самых необычных проектов архитектора.
В октябре 1985 года Министерством культуры Российской Федерации был основан Северокавказский филиал Музея Востока в городе Майкопе Адыгейской автономной области Краснодарского края.

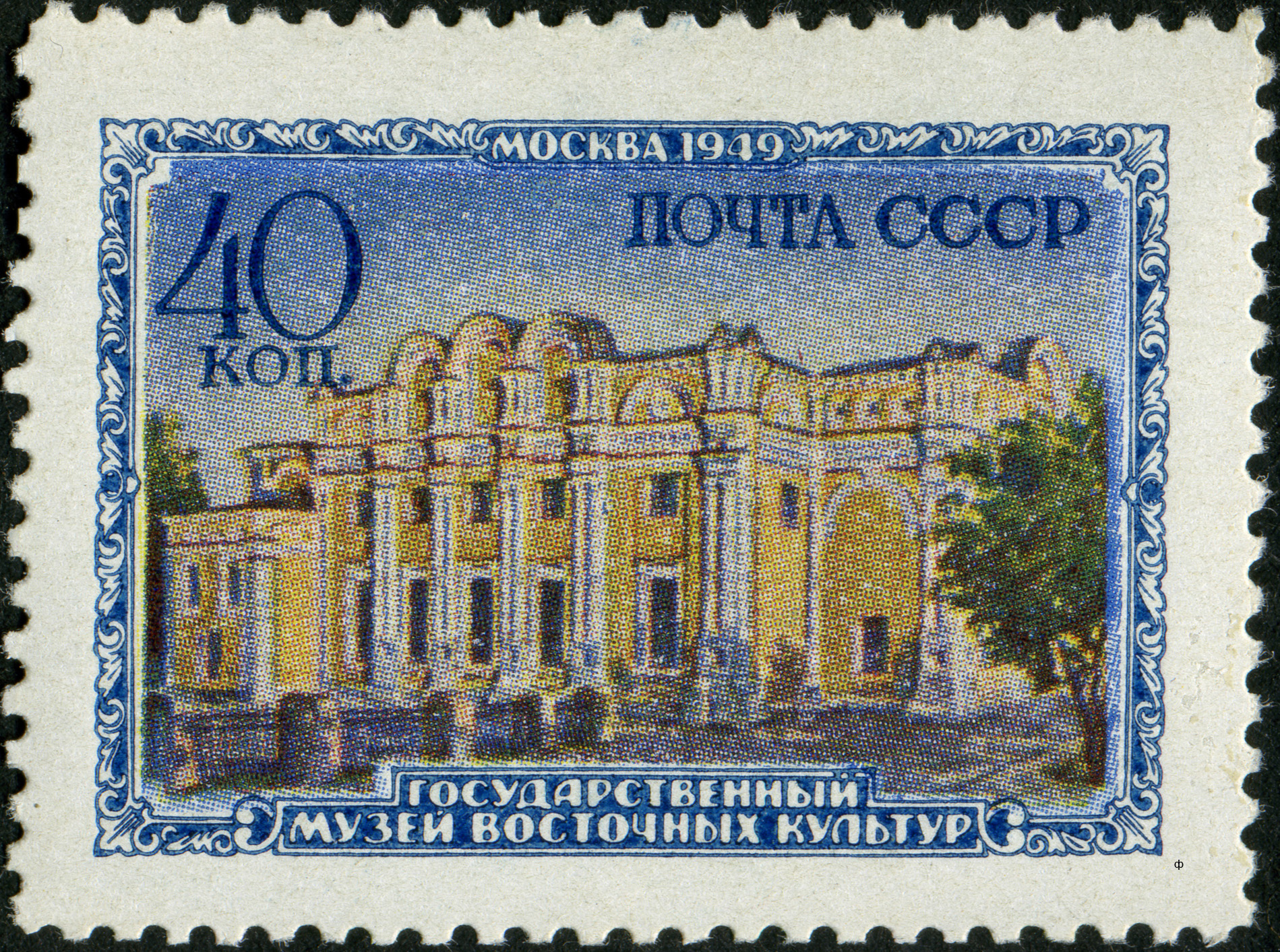
Музей на почтовой марке 1950 года

### Современность
С распадом Советского союза музей перешёл на частные источники финансирования: пополнение коллекции происходит за счёт инвесторов и проводимых археологических раскопок. В 1992 году учреждение было переименовано в Государственный музей Востока.
В 2015 году правительство Москвы выпустило указ о создании государственного музея семьи Рерихов как филиала Музея Востока. Учреждение должно было располагаться в комплексе зданий усадьбы Лопухиных, однако ранее находящийся в помещениях Международный центр Рерихов отказывался отдавать предметы экспозиции Музею Востока. Между двумя организациями начался судебный процесс по оспариванию права на коллекцию: работники центра подавали жалобы как в арбитражный суд, так и в Европейский суд по правам человека. Судебные тяжбы закончились в 2017 году решением в пользу Музея Востока. С 2019 года Музей Рерихов находится на ВДНХ в павильоне № 13 (в прошлом павильон «Здравоохранение»).
По состоянию на 2018 год, в собрании представлено более 160 тысяч памятников искусства: живопись, графика, скульптура, предметы быта, одежда и оружие. В залах выставляются художественные работы и предметы искусства народов Японии, Китая, Ирана, Кореи, Вьетнама, Индии, Бирмы, Лаоса, Таиланда, Камбоджи, Индонезии и Монголии. Экспозиция построена по тематическому принципу — каждый зал посвящён отдельной стране или региону.

## Экспозиция

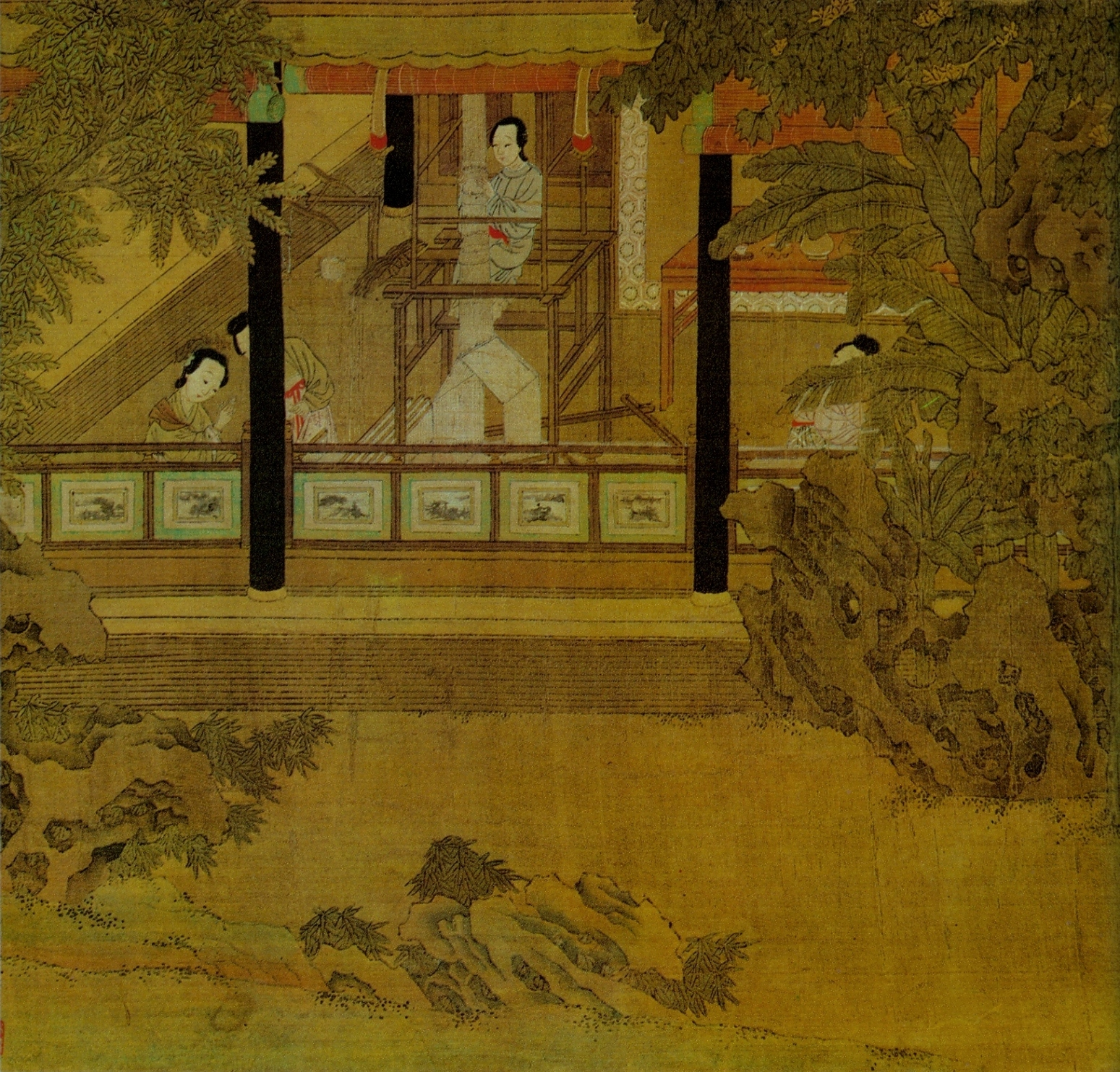
Полотно Цю Ин «Поэма о покинутой жене», XVI век

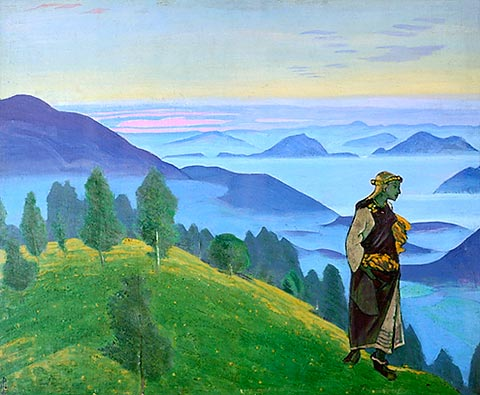
Картина Николая Рериха «Дочь Викинга», 1918 год

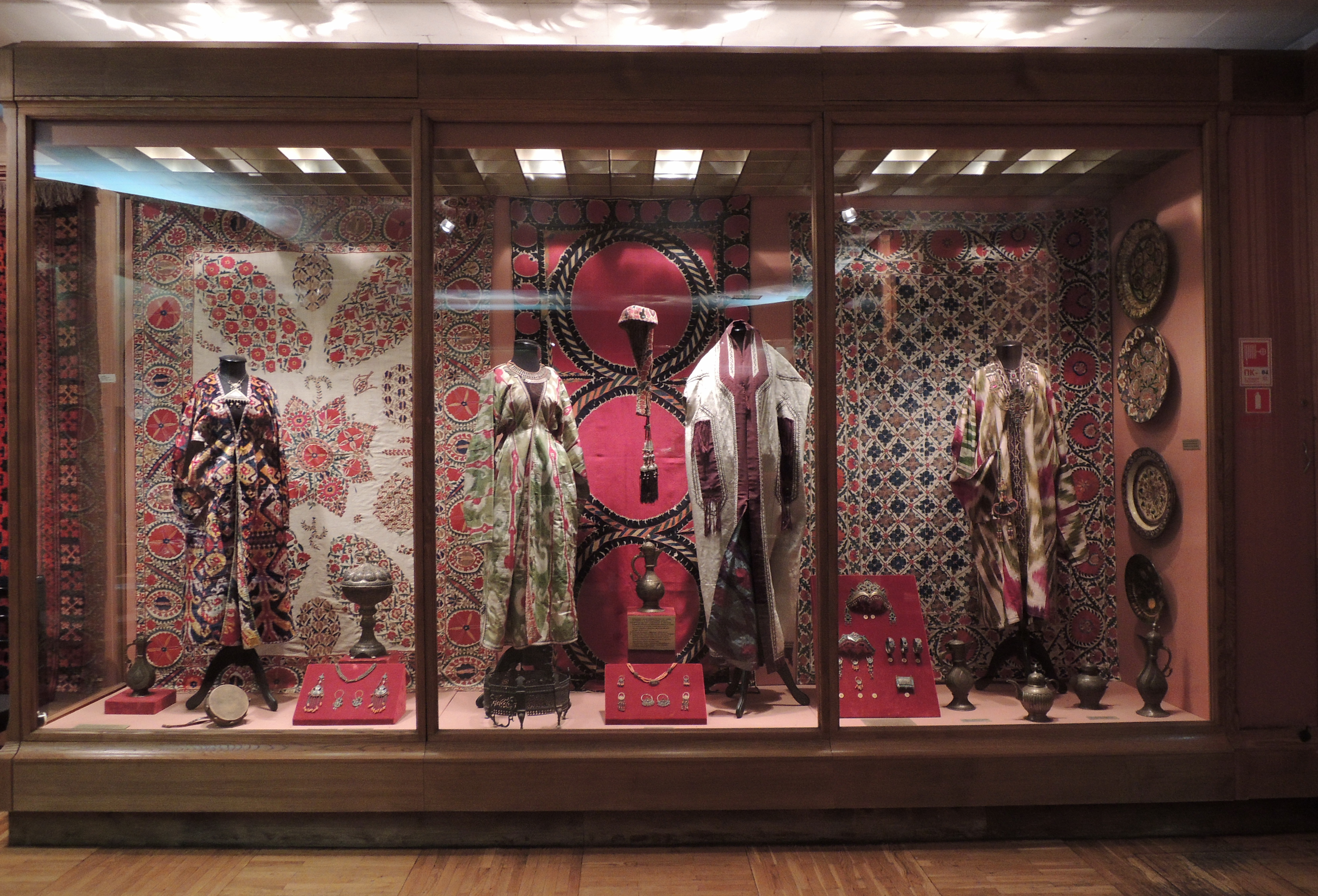
Коллекция костюмов Средней Азии, 2010-е годы

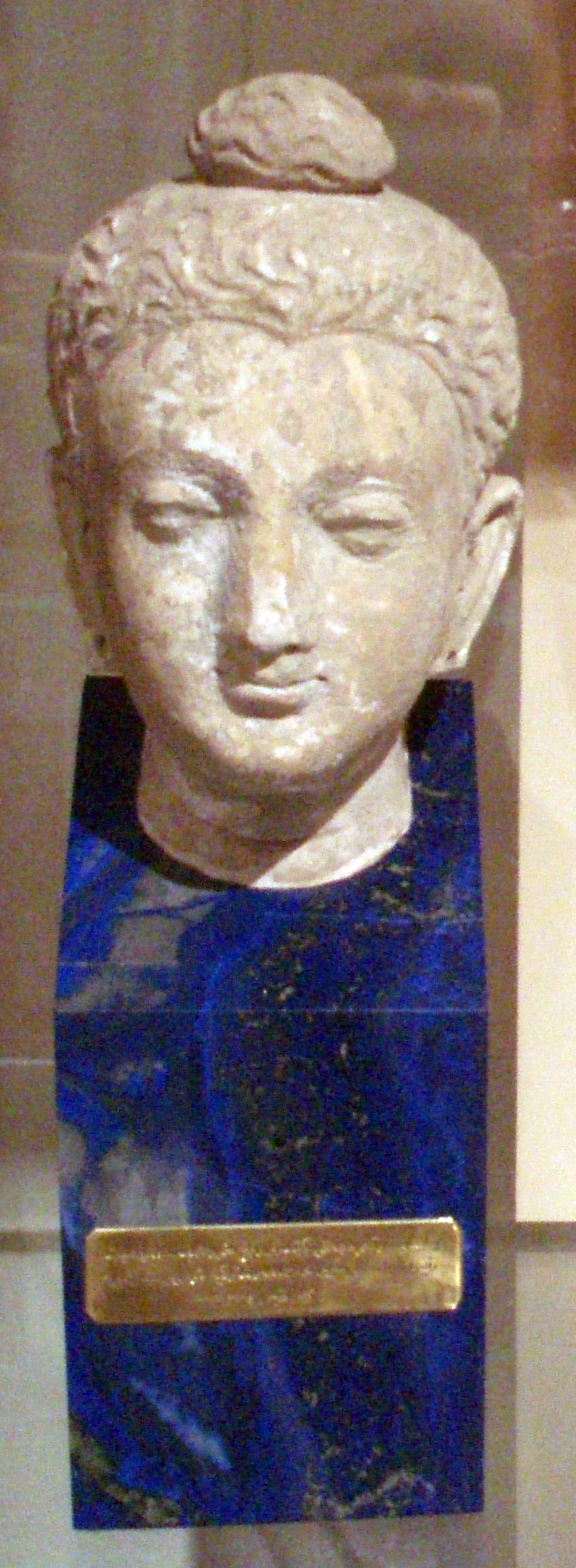
Голова Будды из зала искусства Афганистана, 2011 год

### Искусство Китая
В коллекцию музея входит большое количество дисков би — предметов ритуальных практик Китая. Самые ранние из них относятся к эпохе неолита (IX век—III год до нашей эры), а самые поздние представлены периодом правления народа Хань (около 206 года до нашей эры). Историки предполагают, что подобные экспонаты принадлежали людям, занимающим привилегированное положение. Диски би использовались и при захоронениях — обычно их находили на животе или груди усопшего.
На соседних витринах представлена большая коллекция китайского фарфора, на котором часто изображались символические сюжеты. Там же экспонируются предметы, выполненные из нефрита — материал считался в Китае драгоценным, — модель колодца в древнем ханьском погребении, выполненная из красной глины, а также керамическая голова с трёхлапой жабой на затылке. Последняя статуэтка попала в музей из коллекции деятеля Бориса Мельникова, проживавшего в Китае на рубеже XIX—XX веков. По легенде, предмет был обнаружен в погребении обезглавленного полководца. Также в коллекцию входят декоративные ширмы, используемые для декора квартир и созданные в технике наложения аппликации различных предметов, работы украшенные глазурью, примеры китайской каллиграфии, живопись, а также редкие предметы, вырезанные из дерева.

### Искусство Японии
В составе коллекции японского искусства в Государственном музее Востока имеются произведения скульптуры, живописи, графики, изделия декоративно-прикладного искусства и народных промыслов, холодное оружие, куклы, игрушки. Она охватывает значительный отрезок времени — с ХII до конца XX века, однако преобладают образцы периода позднего Средневековья (ХVII — первой половины XIX века) и работы XX века. Так, в экспозицию входит скульптура орла из слоновой кости, подаренная императором Мэйдзи на коронацию Николая II. Для изготовления статуи использовалось более 1,5 тысяч разных частей — каждое перо вырезалось по отдельности, в то время как из цельного куска были созданы только клюв и начало головы. Впоследствии каждая деталь нанизывалась на каркас.

### Искусство Индии
В зале, посвящённом народам Индии, представлены экспонаты, связанные с традиционным театром и религиозными практиками. В коллекции много кресов, популярных даже сейчас у местных жителей и представляющих собой сакральный предмет силы и энергии, символизирующий продолжение души. В коллекции музея хранятся работы периода династии Великих Моголов, находившейся у власти с XVI по XIX века — именно на это время пришёлся расцвет индийской культуры: росписи посуды, изготовления деревянных предметов, а также статуэток из слоновой кости. Коллекция включает в себя около 15 работ индийских миниатюр Рагамала — визуализацию музыкальной композиции рага.

### Искусство Юго-Восточной Азии
В отдельном зале выставляются предметы народов Мьянмы: сосуды из глины, буддийские чаши, а также предметы художественной резьбы по дереву. Значительна коллекция музея по искусству Индонезии. Как и в искусстве Индии, театр играл большую роль у народов юго-восточной Азии: в музее хранятся марионетки театра теней конца XX века, выполненные из кожи и рога, а также накидки, используемые в постановках. 

### Искусство Ирана

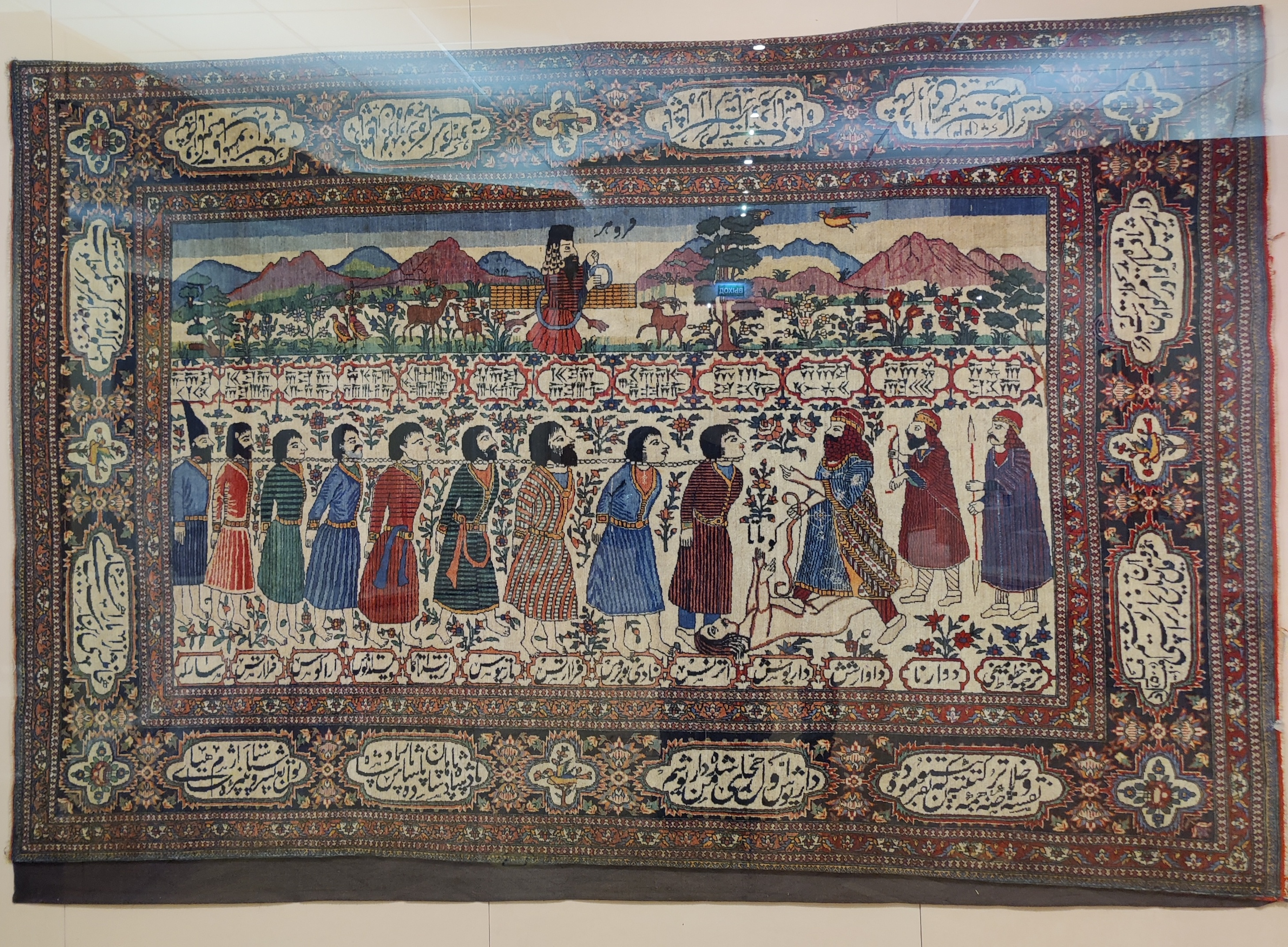
Ковёр, созданный по мотивам Бехистунской надписи

Экспозиция предметов иранского искусства включает памятники с глубокой древности до середины XX века. В ней представлены произведения древнего периода (керамика, луристанские бронзы, изделия из металла, монеты и резные камни), средневековые керамические изделия, в том числе изразцы и сосуды с надглазурной росписью эмалевыми красками, люстром и подглазурной росписью, рукописи, образцы каллиграфии, отдельные листы с миниатюрами, произведения масляной живописи, шелковые, шерстяные, хлопчатобумажные ткани, ковры, образцы оружия, лаковые изделия, предметы из металла, стекла и многое другое.

### Искусство Средней Азии
Музей Востока содержит большое количество предметов декоративно-прикладного искусства Средней Азии, среди которого особой популярностью пользовалась вышивка. В коллекции находятся сюзани — вышивки, используемые для завешивания ниш в интерьерах домов. Сузани были широко распространены в традиционных среднеазиатских домах. Представлены предметы посуды, такие как чайники для заварки чая и блюда для плова, а также украшения из серебра и кораллов. Отдельная экспозиция посвящена традициям кочевничества и земледелия: в залах показаны модели традиционных юрт.
Учреждение выставляет коллекцию нисийских ритонов, сделанных из слоновой кости. Особенность собрания состоит в том, что предметы вырезались из маленьких частей кости, а не из целых. Более того, габариты и отсутствие отверстий свидетельствуют о том, что ритоны выполняли церемониальные функции и использовались для ритуальных целей. Уникальность нисийский ритонов заключается в изображениях — они являются ярким доказательством взаимопроникновения культур и влияния эллинистического искусства на другие народы. 
Изучением Средней Азии и формированием коллекции музея, в 20-е годы XX века занимались, в том числе Борис Денике и Борис Веймарн. Лазарь Ремпель, который работал с 1929 по 1932 года на должности заместителя директора по научно-просветительской работе, после увольнения продолжил интересоваться средневековыми памятниками архитектуры Узбекистана. Именно его архитектурные обмеры шедевра средневекового зодчества – мавзолея Исмаила Самани, которые он сделал в 1935 г. во время командировки в Бухару, вошли в фундаментальный труд Survey of Persian Art Артура Поупа. Позже, в 1965 году Ремпель совместно с Г.А. Пугаченковой подготовил фундаментальный труд «История искусства Узбекистана», который был опубликован в 1965 г.

### Искусство Кореи
В зале корейского искусства экспонируется традиционная одежда ханбок. Женский вариант представляет собой кофту, юбку от груди и накидку, мужской — накидку и штаны. В соседней витрине выставлена свадебная одежда, выполненная в традиционной технике, вышивку на которую выполняла невеста непосредственно перед торжеством.
В коллекции много предметов, связанных с буддизмом. Особенностью религии являлось то, что в каждом регионе культ Будды воспринимался по-разному, из-за чего возникали различия в техниках и изображениях. Особенностью корейских работ является то, что глаза Будды рисовались в последнюю очередь, поскольку считалось, что божество не должно видеть своё изображение до того, как оно будет закончено.

## В искусстве
- В 1969 году была издана серия почтовых марок и художественных маркированных открыток с экспонатами музея:

Из серии почтовых марок «Государственный музей искусства народов Востока». 1969 г. Художники: В. В. Завьялов, А. В. Борисов
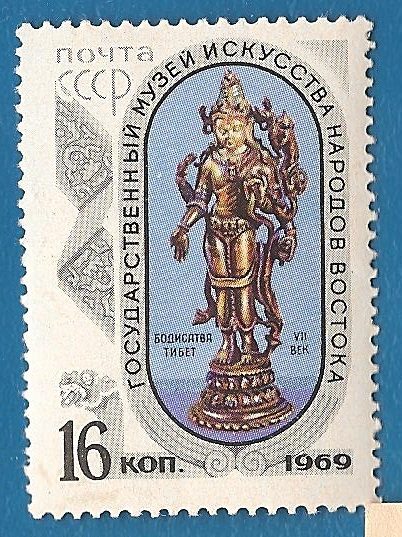
«Бодисатва. Тибет. VII век». Почтовая марка номиналом 16 копеек.
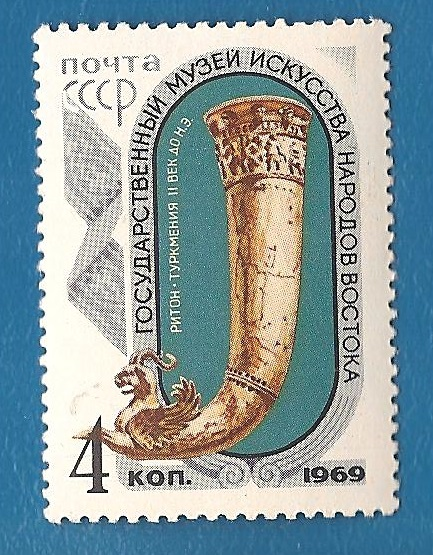
«Ритон. Туркменистан. II век до н.э.». Почтовая марка номиналом 4 копейки.
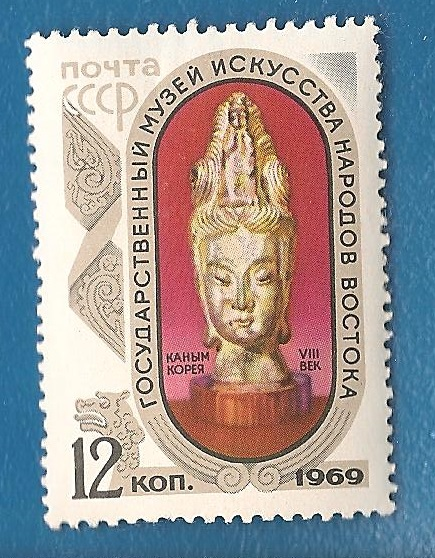
«Каным[30]. Корея. VIII век». Почтовая марка номиналом 12 копеек.
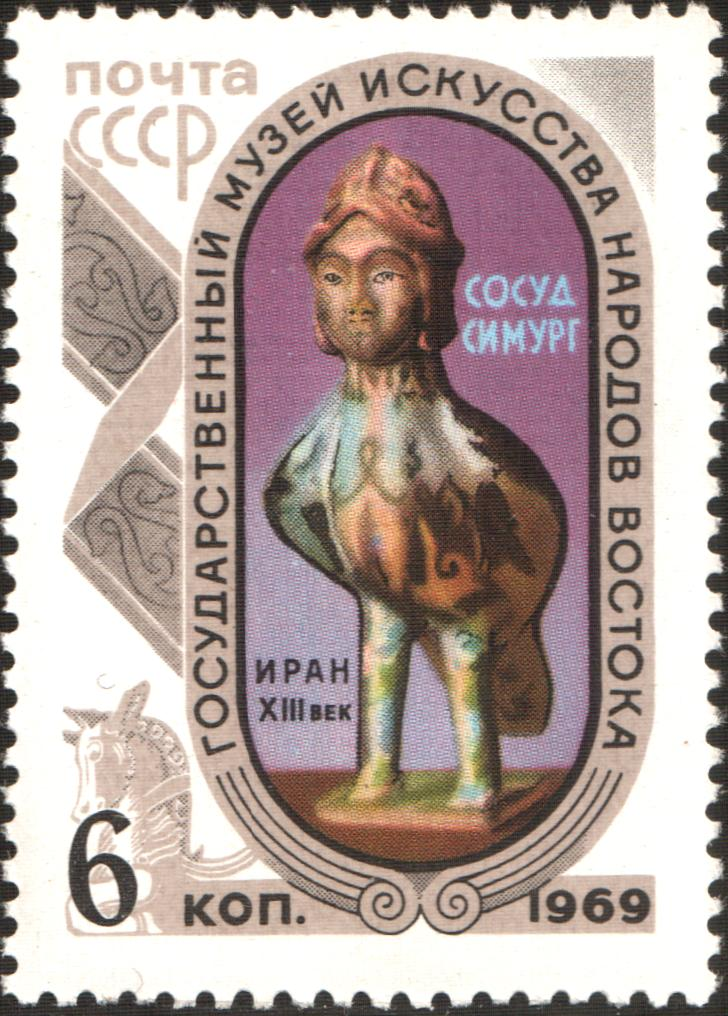
«Сосуд Симург. Иран XIII век». Почтовая марка номиналом 6 копеек.
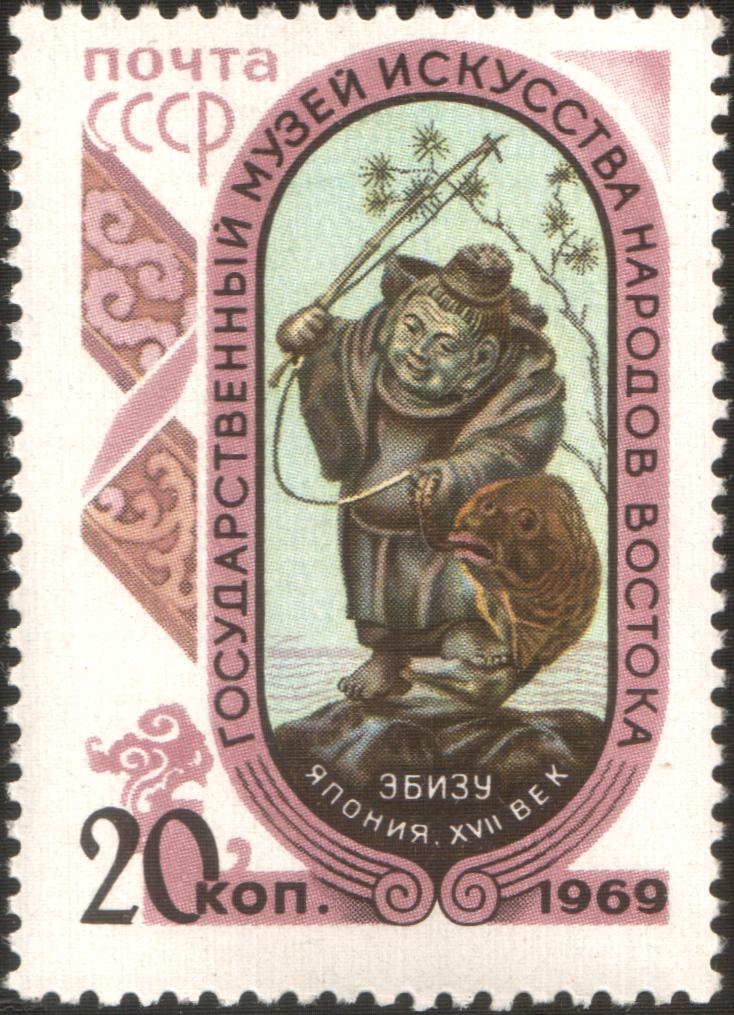
«Эбису. Япония XVII век». Почтовая марка номиналом 20 копеек.

- 5 сентября 2018 года Банк России выпустил в обращение две памятные серебряные монеты номиналами 3 рубля и 25 рублей серии «100-летие Государственного музея искусства народов Востока»[31].

Серия серебряных монет Банка России «100-летие Государственного музея искусства народов Востока». 2018 г. Художник: Е. В. Крамская, скульпторы: А. Н. Бессонов, Ф. С. Андронов
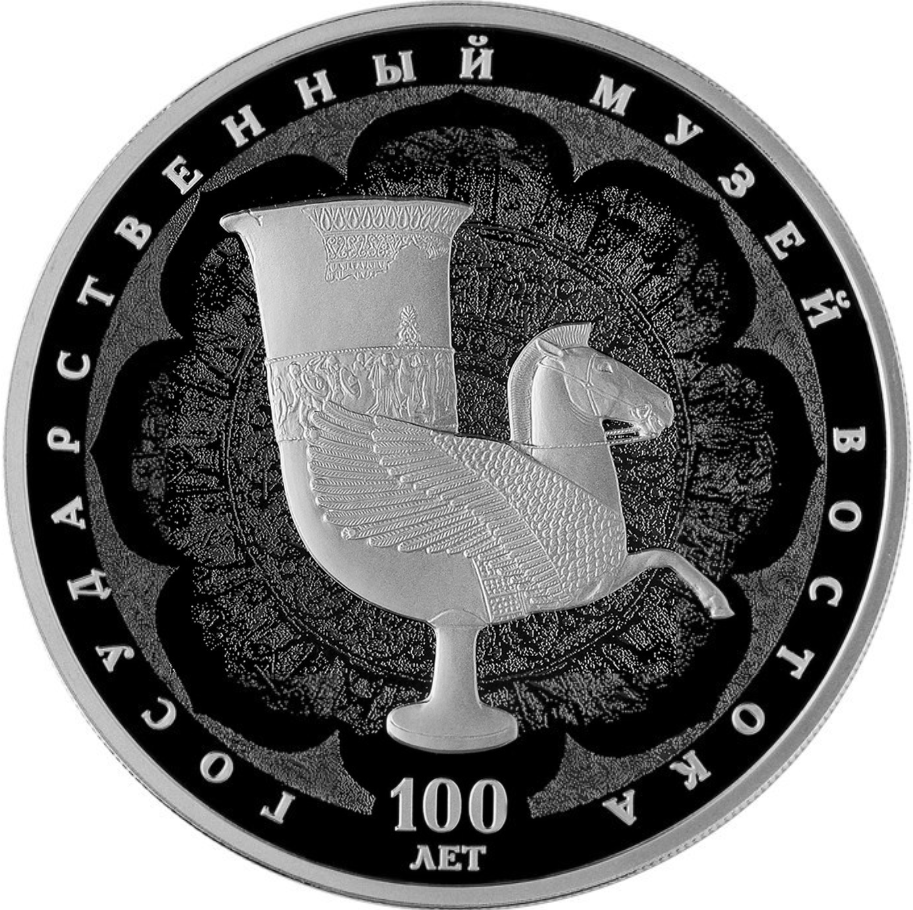
Кубок с изваянием передней части Пегаса (крылатого коня), узор непальской мандалы — в качестве фона. Серебряная монета номиналом 3 рубля.
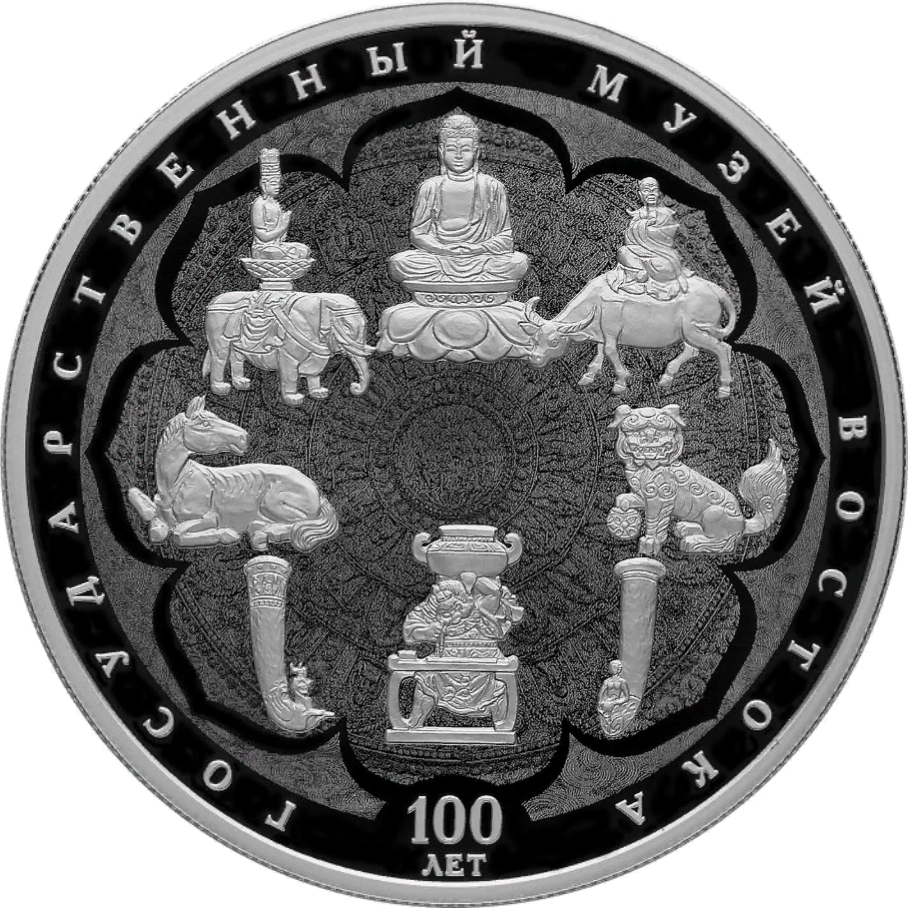
Экспонаты музея, с узором непальской мандалы в качестве фона. Серебряная монета номиналом 25 рублей.